# 다약둥근잎박쥐
다약둥근잎박쥐(Hipposideros dyacorum)는 잎코박쥐과에 속하는 박쥐의 일종이다. 인도네시아와 말레이시아에서 발견된다.

## 특징
작은 박쥐로 전완장이 38~43mm이고, 꼬리 길이는 19~24mm, 귀 길이는 15~18mm이고 몸무게는 최대 7.5g이다. 대체로 몸 색깔은 짙은 갈색이고 털 끝은 좀더 연한 색을 띠기도 한다. 귀는 넓은 삼각형 형태를 띤다.

## 생태
석회암 동굴 속과 바위 아래, 나무 구멍 속에 작은 무리를 지어 은신한다. 숲 임관층 아래에서 곤충을 포획하여 먹는다.

## 분포 및 서식지
보르네오섬과 말레이반도에 널리 분포한다. 저지대 우림에서 서식한다.